# Catastrophe du 20 octobre 1924 à Gjerdrum
La catastrophe du 20 octobre 1924 à Gjerdrum également appelé "Kogstadfallet" était un glissement de terrain qui a eu lieu à Gjerdrum dans la nuit du 20 au 21 octobre 1924, au nord d'Ask dans la commune de Gjerdrum,,. La plupart des habitants ont réussi à se sauver eux-mêmes du glissement de terrain, mais un homme disparut et une femme a été si grièvement blessée qu'elle mourut quelques années plus tard. Plusieurs fermes ont été détruites et plus de 1 600 mètres de routes sont devenus inutilisables.
On pense que le glissement de terrain a commencé à Øvre Kogstad juste en face de la ferme Kogstadgropa, puis a glissé vers Kankedalen.
Le glissement de terrain a entraîné avec lui plusieurs fermes. La première ferme a été celle de Kogstadgropa puis toutes les maisons alentour. Près d'un kilomètre plus loin, le glissement a entraîné la centrale téléphonique de Hellen et détruit les maisons. Puis le glissement a pris la ferme de Toralf Grues située en contrebas.
Un jeune homme de Holter avait pédalé à travers Kankedalen lorsque le glissement a eu lieu. Il n'a jamais été retrouvé. Une employée de la centrale téléphonique a réussi à sortir du bâtiment, mais elle s'est retrouvée coincée dans la boue d'argile jusqu'à ce qu'elle soit sauvée le lendemain matin. Elle meurt quelques années plus tard des suites de ses blessures.